# Ušće Cetine
Ušće Cetine este o arie protejată (sit de importanță comunitară — SCI) din Croația întinsă pe o suprafață de 667,26 ha, integral marine.

## Localizare
Centrul sitului Ušće Cetine este situat la coordonatele 43°25′57″N 16°41′01″E / 43.432388°N 16.683623°E.

## Înființare
Situl Ušće Cetine a fost declarat sit de importanță comunitară în iulie 2013 pentru a proteja 1 specie de animale.

## Biodiversitate
Situată în ecoregiunea marină mediteraneană, aria protejată conține 3 habitate naturale: Terase mlăștinoase și terase nisipoase neacoperite de apă la reflux, Estuare, Bancuri de nisip acoperite în permanență slab de apă marină.
La baza desemnării sitului se află o specie protejată de  pești: Petromyzon marinus.